# Episodi di Fisica o chimica (quinta stagione)
La quinta stagione di Fisica o chimica è stata trasmessa in prima visione in Spagna su Antena 3 dall'11 maggio al 6 luglio 2010.
In Italia la stagione è andata in onda in prima visione su Rai 4 dal 7 marzo al 19 marzo 2012, tutti i giorni feriali.
| nº | Titolo originale            | Titolo italiano                     | Prima TV Spagna | Prima TV Italia |
| -- | --------------------------- | ----------------------------------- | --------------- | --------------- |
| 1  | La fiesta                   | La festa                            | 11 maggio 2010  | 7 marzo 2012    |
| 2  | Fotos                       | Gimcana fotografica                 | 18 maggio 2010  | 8 marzo 2012    |
| 3  | Todo lo que me has ocultado | Le verità che non ti ho detto       | 25 maggio 2010  | 9 marzo 2012    |
| 4  | El partido                  | Calcio e filosofia                  | 1º giugno 2010  | 12 marzo 2012   |
| 5  | La sonrisa de la Gioconda   | Il triangolo                        | 8 giugno 2010   | 13 marzo 2012   |
| 6  | No te vayas                 | Non andartene                       | 15 giugno 2010  | 14 marzo 2012   |
| 7  | Lo que piensan los demás    | Quello che pensano gli altri        | 22 giugno 2010  | 15 marzo 2012   |
| 8  | Sinceridad (1ª parte)       | Niente è per sempre (Prima parte)   | 29 giugno 2010  | 16 marzo 2012   |
| 9  | Sinceridad (2ª parte)       | Niente è per sempre (Seconda parte) | 6 luglio 2010   | 19 marzo 2012   |

## La festa
- Titolo originale: La fiesta
- Diretto da: Javier Quintas
- Scritto da: Carlos Ruano e Jaime Vaca

### Trama
Passano dei mesi dagli eventi della stagione precedente. Yoli, ricattata e costretta ad avere un rapporto sessuale con Alonso, padre di Julio, scopre che in realtà era tutta una farsa, e che questo sacrificio in realtà si poteva evitare. La storia tra Paula e Gorka procede in modo normale e sereno, ma il ragazzo si ritroverà con molti problemi dopo che Alma lo accuserà di aver drogato e successivamente stuprato ad una festa Teresa, una nuova ragazza del liceo. Pur essendo innocente, decide di abbandonare la città, promettendo però all'amata che sarebbe ritornato. Fer e David intanto stanno bene insieme, ma il primo inizia a insospettirsi riguardo alle conoscenze del secondo, ingelosendosi a tal proposito. Alma viene presa di mira da tutti, che la pensano come la principale causa dell'allontanamento di Quino, mentre Ruth è ancora pensierosa riguardo a Cabano, che si trova ancora in India insieme ad andrea. Al liceo Zurbaran, nel mentre, vengono presentati nuovi studenti: Roman, proveniente da una casa famiglia e "adottato" da Clara; Alvaro, un giovane piuttosto esigente che inizierà con l'organizzare una festa, in cui si verranno a creare un sacco di problemi; Teresa, una giovane ragazza timida a cui capiterrano un sacco di cose al di fuori della sua portata. Dal momento che Irene e Blanca se ne sono andate, il loro posto viene occupato rispettivamente da Veronica, raccomandata da Vaquero (che intanto è diventato azionista), malgrado il disappunto di Martin, e Marina. Rocco intanto è ritornato da una clinica londinese per tossico dipendenti, mentre Martin ha iniziato una storia con Olimpia.

## Gimcana fotografica
- Titolo originale: Fotos
- Diretto da: Juanma R. Pachòn
- Scritto da: Fèlix Jimènex

### Trama
Yoli passa inaspettatamente una notte di sesso insieme a Fer, probabilmente entrambi ubriachi, e pur non ricordando nulla, decidono di non raccontarlo a nessuno, ma sia Julio che David sospettano di essere stati traditi, e quindi decidono di affrontare i loro rispettivi partner. Alma, insieme a Teresa, inizia a cercare il vero colpevole, dato che è stato appurato che Gorka ne è fuori sicuramente. Puntano, inizialmente, su Roman, date le informazioni ricavate dalla versione dei fatti di Alvaro. Ruth ha problemi di convivenza con Roman, con cui ci litiga costantemente, cosa che Clara non sa risolvere. Veronica va ad abitare con Vaquero, con cui inizia ad avere un rapporto basato esclusivamente sul sesso; Berto, intenzionato a dimenticare Blanca, fa amicizia con la professoressa, iniziando qualcosa di ben oltre. Marina assegna un compito alla sua classe, che consiste nel creare un blog: La cosa sfugge di mano alla donna, e tutti vengono a sapere della storia di Roco riguardo alle pasticche. L'uomo, arrabbiato, finisce col ferire involontariamente la professoressa. Olimpia, intanto, scopre, pedinando Martin, che quest'ultimo si sta vedendo con una spogliarellista di dubbia moralità.

## Le verità che non ti ho detto
- Titolo originale: Todo lo que me has ocultado
- Diretto da: Carlos Navarro Ballesteros
- Scritto da: Alberto Manzano

### Trama
Yoli è preoccupata riguardo ad una possibile gravidanza dopo la svista avuta alla festa insieme a Fer. La ragazza, appoggiata da quest'ultimo, scoprirà poi di non essere fortunatamente gravida. Intanto a scuola arriva il nuovo consulente per il futuro, Jorge, di cui David si interessa particolarmente, fremendo dall'idea di iniziare il corso per l'orientamento. I fatti della festa che riguardano Teresa giungono alle orecchie di Ruth, che indignata chiede spiegazioni a Roman. Il ragazzo si dichiara innocente, puntando poi il dito contro Alvaro. Intanto, Cabano ritorna dal suo viaggio in India, ma Ruth nota che il ragazzo è cambiato, e che vede di malocchio il nuovo arrivato a casa di Clara. Cabano, poi, verrà a sapere della morte di Andrea, rattristendosi parecchio. Veronica si interessa di continuo a Teresa, e finisce col confessare a Clara che la giovane studente è in realtà la propria figlia, ma il dirlo in giro darà la possibilità a Luis Parra, padre di Teresa, di portare via la ragazza in un'altra scuola. Intanto Veronica inizia a vedersi anche con Berto, mettendo all'oscuro di ciò Vicente. Quest'ultimo, comunque, lo scoprirà da Berto stesso, che deciderà di raccontargli tutto. Quest'ultimo decide di fare l'allenatore della squadra di calcio dello Zurbaran, ma si fa aiutare da Julio in quanto inesperto in materia. Marina si chiarisce con Rocco, puntualizzando che non ci sarà mai niente tra di loro, mentre Olimpia viene a sapere da Martin che Sandra, una spogliarellista di un locale, aspetta un figlio da lui.

## Calcio e filosofia
- Titolo originale: El partido
- Diretto da: Javier Quintas
- Scritto da: Mario Parra e Carlos Ruano

### Trama
Il rapporto tra Fer e Yoli diventa sempre più intenso, e i due si avvicinano sempre di più. David è intenzionato a dimenticare e Fer, e inizia ad interessarsi maggiormente a Jorge. Paula diventa ogni giorno che passa più stressata del solito, a causa del suo alternarsi con il bimbo e con lo studio, e decide di abbandonare la scuola: Gli interventi di Julio, comunque, faranno in modo che la ragazza cambi idea. Alma è ancora occupata a scoprire la verità sulla festa, e chiede spiegazioni ad Alvaro riguardo allo stupro di Teresa. Il ragazzo, in tutta risposta, confessa di esser stato in possesso della sostanza con cui Teresa è stata drogata, ma di cui poi è stato derubato. Teresa viene minacciata via email da qualcuno, che le impone di tacere riguardo ai fatti della festa. Cabano è geloso del rapporto che c'è tra Ruth e Roman, e sorprende il ragazzo mentre è in compagnia con degli spacciatori: Racconta il tutto a Clara, che in seguito trova delle pasticche tra le cose di Roman. Berto e Vicente sono confusi riguardo a quello che è successo con Veronica. La donna, attratta da entrambi, propone di iniziare una relazione aperta a tre, cosa che scombussola ma allo stesso modo eccita i due. Rocco e Marina sono sempre più innamorati, ma la donna continua a tenere un certo distacco. Olimpia, intanto, costringe Martin a fare il test di paternità, seppur Sandra sia sicura al cento per cento che l'uomo sia il padre del figlio che porta in grembo.

## Il triangolo
- Titolo originale: La sonrisa de la Gioconda
- Diretto da: Juanma R. Pachòn
- Scritto da: Marìa Lòpez

### Trama
Yoli si chiede se tra lei e Fer possa nascere qualcosa di più. Il ragazzo, in tutta risposta, afferma di poter avere un rapporto con una ragazza, ma non abbastanza da coprire quello che prova realmente per gli uomini. David è ancora interessato a Jorge, scoprendo molte cose sul suo conto e di quanto i due siano simili. Quando viene a sapere dell'omosessualità dell'uomo da quest'ultimo, si convince che tra i due possa esserci qualcosa. Paula viene a scoprire casualmente del proprietario del blog di gossip, che non è altro che Alma. Indignata, decide di voler rivelare la cosa a tutti. Le minacce di Teresa cessano improvvisamente, tranquillizzando sia lei che Alvaro e Alma. Ruth riceve notizia del giro che frequenta Roman da Clara, che gli chiede gentilmente di non riferirlo a nessuno. Oltretutto, il giovane Roman da problemi a Cabano, infortunandolo alla gamba durante una partita di calcio. Veronica, Vicente e Berto iniziano la loro relazione aperta, ma i due uomini continuano ad essere confusi, non essendo mai stati entrambi con degli uomini. Pur essendo soddisfatti del rapporto, decidono ugualmente di parlarne con Veronica, anche se poi la situazione riparte al punto di partenza. La professoressa, intanto, cerca di stare il più vicino possibile a Teresa, nonostante le minacce del padre. Marina ha delle discussioni in classe con Fer, reputandola "fascista e omofoba". In realtà, la donna vuole soltanto insegnare agli alunni che tutti dovrebbero avere dei propri ideali, da rispettare e allo stesso tempo rispettare le idee altrui. Martin scopre di essere il padre del bimbo tramite il test, e Olimpia convince Sandra ad andarsene dalla città in cambio di denaro. La donna però ha dei ripensamenti, e decide alla fine di restituire i soldi indietro, vedendo in Martin il futuro padre di suo figlio.

## Non andartene
- Titolo originale: No te vayas
- Diretto da: Luis Santamarìa
- Scritto da: Fèlix Jimènez

### Trama
Fer è perplesso, e si chiede spesso se sia la cosa giusta o meno provare una relazione con Yoli, mentre David si ostina ad avere una relazione con Jorge. Alma viene richiamata da Martin, che scoperto della storia del blog, è intenzionato a sanzionare pensatemente la ragazza. Tuttavia, Alvaro, innamorato della giovane, si addossa la colpa del fatto. Ruth vuole farsi perdonare da Cabano per la storia con Roman, e decide di donargli i soldi per farsi consultare da un fisioterapista privato. I soldi, però, verranno usati da Ruth stessa per salvare Roman da spacciatori, avendo il ragazzo un debito con loro. Teresa scopre da Veronica stessa che lei è sua madre, e inizialmente la prende male, ma poi, grazie anche all'aiuto di Julio, inizia ad accettare la cosa. Si rende conto poi di provare qualcosa per Julio, sentimento ricambiato, ma la storia della festa la turba ancora. Julio, senza accorgersene, si ricorda che fu proprio lui a stuprare la ragazza, sotto effetto della droga. Le azioni di Veronica vengono viste di malocchio da Luis, mentre Berto e Vicente hanno l'ennesima discussione con la donna riguardo al loro rapporto. Olimpia aiuta Sandra, sotto richiesta di Martin, ad essere assunta al bar del Liceo. 

## Quello che pensano gli altri
- Titolo originale: Lo que piensan los demàs
- Diretto da: Javier Quintas

- Scritto da: Alberto Manzano e Jaime Vaca

### Trama
Fer è convinto, e decide di ufficializzare il suo fidanzamento con Yoli. Tuttavia, Marina mette in guardia entrambi, e si chiede come mai Fer stia andando oltre i suoi principi e le sue idee. David ha voltato pagina, ed è sempre più concentrato sulla conquista di Jorge, nonostante quest'ultimo tenti di stare a debita distanza. Paula viene convinta dai suoi compagni a presentarsi in uno studio radiofonico, avendo lei delle grandi doti canore. Alvaro, superati i diverbi col padre a causa di alcuni problemi riguardo ad un voto a scuola, decide di passare del tempo con Alma, e quest'ultima nota tra le foto del ragazzo degli indizi che potrebbero portarlo ad essere sempre più coinvolto nella faccenda della festa. Ruth scopre della situazione che sta passando Roman. Il ragazzo, infatti, spaccia droga col fine di poter aiutare economicamente i suoi fratelli e suo nonno. Cabano, nonostante il suo infortunio, riesce a fare bella figura durante una partita, e gli viene proposto da un osservatore calcistico di giocare in Inghilterra. Julio racconta tutto a Teresa, che sconvolta inizia a stargli lontano. Oltretutto, la ragazza vorrebbe passare più tempo con la madre, cosa che rende quest'ultima felice. Berto e Vicente intanto rivelano il loro disagio alla donna, ma come al solito finiscono tutti e tre a letto. Rocco viene chiamato da Leonor, che lo avvisa di un presunto malore che potrebbe avere la figlia, mentre Olimpia va a vivere a casa di Martin, seppure Sandra, fingendo di essere in malattia, si stabilisce anche lei nella casa. Clara, intanto, deve far fronte ad un problema causato dalla vendita di droga di Roman ad uno studente, che sviene dopo la fine di una partita. 

## Niente è per sempre (Prima parte)
- Titolo originale: Sinceridad (1ª Parte)
- Diretto da: Alejandro Bazzano
- Scritto da: Mario Parra e Carlos Ruano

### Trama
La storia tra Fer e Yoli finisce subito, essendo il ragazzo impossibilitato a mantenere stabile una relazione con una donna. Oltretutto, è interessato a scoprire di chi si tratta il ragazzo che sta uscendo con David. Jorge accetta l'invito di David ad andare a bere una birra insieme, ma la presenza al bar di Fer costringe l'uomo a fuggire. Yoli si insospettisce dopo aver sentito di nascosto una discussione tra David e il consulente. Paula è nervosa, e non riesce a contattare telefonicamente Gorka, quando improvvisamente si rompono le acque. alvaro confessa finalmente ad alma tutta la verità sulla festa, ovvero che fu lui l'artefice della situazione venutasi a creare. Il ragazzo ne pagherà le conseguenze, mentre alma verrà acclamata da tutti per lo sforzo e l'interessamento della ragazza riguardo alla faccenda. Ruth racconta la situazione di Roman a Clara, e nonostante le due siano intenzionate ad aiutarlo, il nonno di Roman si sente male, e i servizi sociali portano via i bambini. Ruth, oltretutto, riceve da Cabano la richiesta di andare insieme a lui in Inghilterra, cosa che la rende confusa e che la spinge a baciare Roman. Quest'ultimo deciderà di andarsene a causa delle indecisioni della ragazza, mentre Cabano rifiuta l'offerta per stare vicino a Ruth. Teresa viene a sapere da Veronica della sua situazione con Berto e Vicente, nonostante quest'ultimo sia contrario nel raccontarlo in giro: Oltretutto, le cose peggiorano dopo l'arrivo a scuola della sorella dell'azionista, Daniela. Quest'ultima, scoprendo delle pillole per L'HIV, viene scambiata per sieropositiva, e viene presa in giro da tutta la scuola. Marina, stanca della situazione, decide di ammettere a tutti la sua sieropositività, essendo le pillole sue. Si sentirà poi in colpa per non aver raccontato nulla a Rocco. Olimpia scopre Sandra in atteggiamenti fuori dalla sua presunta condizione fisica, e mette al corrente Martin. Non venendo creduta, la docente decide di porre fine definitivamente alla sua relazione con Martin.

## Niente è per sempre (Seconda parte)
- Titolo originale: Sinceridad (2ª Parte)
- Diretto da: Carlos Navarro Ballesteros
- Scritto da: Marìa Lòpez

### Trama
Fer è triste a causa della storia di David, e scopre della situazione che si è creata con Jorge, ingelosendosi molto. Quando vede che le cose sembrano ormai del tutto finite, si rattrista nuovamente, pur essendoci Yoli al suo fianco. David si sente attratto alla follia da Jorge, ma il consulente gli ripete per l'ultima volta che la loro storia non potrà mai funzionare, essendo l'uomo in prossimità di insegnare allo Zurbaran. Paula viene portata in ospedale per partorire, ma non lo farà finché non ci sarà pure Gorka. a sorpresa, si presenta Cova, pronta ad assistere al parto dell'amica. La cosa ovviamente farà piacere a Julio, che non ha dimenticato dei bei momenti passati con la ragazza. Paula non resiste più, ma all'ultimo momento Gorka arriva in ospedale, e alla fine la ragazza da alla luce il piccolo Isaac. alvaro non viene perdonato ne da Teresa, ne da alma, che non ne vuole più sapere del ragazzo. Cabano, resosi conto del rapporto che c'è tra Roman e Ruth, decide di abbandonare la città e di andare in Inghilterra; Nonostante tutto, Ruth fatica a salutare il ragazzo. Veronica mette al corrente Teresa della sua relazione con Berto e Vicente. La giovane racconta il tutto al padre, che deciderà di portare fuori città la figlia, indignato dal comportamento della professoressa. Daniela è arrabbiata con Marina ed è intenzionata, con l'appoggio degli azionisti, a farla licenziare a causa della sua sieropositivà. Nonostante tutto, la professoressa verrà salvata dalla direzione. Rocco deve partire d'urgenza per assistere sua figlia e Clara, insieme agli altri docenti, fanno un regalo all'uomo, ovvero una bicicletta nuova. Intanto, Martin si dà da fare per ottenere il perdono di Olimpia, che però non ne vuole sentire di ritornare con l'uomo.